# Хмурые люди
«Хмурые люди» — сборник рассказов Антона Павловича Чехова, вышедший в 1890 году в типографии А.С. Суворина. Посвящён композитору П. И. Чайковскому.

## История
После смерти брата Николая (17 июня) и непродолжительного летнего отдыха, Антон Павлович Чехов подготовил к печати очередной (после сборника «Детвора»), седьмой сборник рассказов.

В письме П. И. Чайковскому от 12 октября 1889 года Чехов просит разрешения посвятить ему новую книжку своих рассказов «Хмурые люди»: 
«Рассказы эти скучны и нудны, как осень, однообразны по тону, и художественные элементы в них густо перемешаны с медицинскими, но это все-таки не отнимает у меня смелости обратиться к Вам с покорнейшей просьбой: разрешите мне посвятить эту книжку Вам. Мне очень хочется получить от Вас положительный ответ, так как это посвящение, во-первых, доставит мне большое удовольствие, и, во-вторых. Оно хотя немного удовлетворит тому глубокому чувству уважения, которое заставляет меня вспоминать о Вас ежедневно».
14 октября Пётр Ильич Чайковский пришел поблагодарить Чехова за желание посвятить ему свой сборник рассказов.
…
После своего посещения Чехова, П. И. Чайковский прислал Антону Павловичу с посыльным письмо и свою фотокарточку с надписью: 
«А.П. Чехову от пламенного почитателя. П. Чайковский. 14 октября 89».
 Чехов написал ответное письмо и послал Чайковскому свою фотографию с надписью: 
«Петру Ильичу Чайковскому на память о сердечно преданном и благодарном почитателе».
5 ноября Антон Павлович послал А.С. Суворину рассказы для своего нового сборника: «Почта», «Неприятность», «Володя», «Княгиня», «Беда», «Спать хочется», «Холодная кровь», «Скучная история», «Припадок» и «Шампанское».

## Состав
Сборник включает следующие произведения:
- 1887 — «Почта»,
- 1887 — «Володя»,
- 1887 — «Беда»,
- 1887 — «Холодная кровь»,
- 1887 — «Шампанское»,
- 1888 — «Спать хочется»,
- 1888 — «Неприятность»,
- 1888 — «Припадок»,
- 1889 — «Княгиня»,
- 1889 — «Скучная история».